# Korean-Air-Flug 801
Der Korean-Air-Flug 801 (Flugnummer: KE801) verunglückte am 6. August 1997 beim Landeanflug auf den Flughafen Antonio B. Won Pat auf Guam. Bei dem Unfall der Boeing 747-300 kamen 228 Personen ums Leben, die 26 Überlebenden wurden schwer verletzt.

## Unfall
Das Flugzeug startete am 5. August 1997 um 20:53 Uhr Ortszeit vom Flughafen Gimpo. Die Crew bestand aus zwei Piloten, dem Flugingenieur und 14 Flugbegleitern. Zudem waren 237 Passagiere an Bord. Insgesamt waren sechs Kinder unter 12 Jahren an Bord, davon drei Kleinkinder. Normalerweise wurde auf dem Flug KE801 ein Airbus A300 eingesetzt. Da mit diesem jedoch guamische Sportler zu den Pazifikspielen nach Amerikanisch-Samoa geflogen werden sollten, wurde stattdessen eine Boeing 747-300 eingesetzt. Das Flugzeug verunfallte am Nimitz Hill während des Landeanflugs.
Der Flug stand unter dem Kommando des 42-jährigen Kapitäns Park Yong-chul, der bis dahin rund 9.000 Flugstunden absolviert hatte. Ursprünglich sollte Park nach Dubai, Vereinigte Arabische Emirate, fliegen. Da er jedoch zu wenig Pause hatte, um nach Dubai zu fliegen, wurde er auf den Flug KE801 umbelegt. Der Erste Offizier war der 40-jährige Song Kyung-ho, welcher mehr als 4.000 Flugstunden geflogen hatte. Komplettiert wurde die Cockpitcrew vom 57-jährigen Flugingenieur Nam Suk-hoon, einem früheren Piloten mit mehr als 13.000 Flugstunden.
Trotz einiger Turbulenzen verlief Flug KE801 ohne besondere Vorkommnisse. Die Crew begann gegen 1 Uhr mit der Vorbereitung der Landung.
Wegen starken Regens auf Guam war die Sicht reduziert, weswegen die Crew eine Instrumentenlandung durchführen wollte. Das Instrumentenlandesystem der Landebahn war jedoch außer Betrieb. Der Kapitän war über diese Tatsache nicht informiert und ging von der Funktionsfähigkeit des Systems aus, da er um 01:35 Uhr ein Signal auffangen konnte. Der Flugingenieur teilte dem Kapitän mit, dass das Signal nicht vom Instrumentenlandesystem stammte. Im Weiteren wurde der Kapitän von der Crew darauf aufmerksam gemacht, dass der Flughafen nicht in Sicht sei. Trotzdem setzte der Kapitän den Landeanflug fort. Um 01:42 Uhr kollidierte das Flugzeug in einer Höhe von 200 Metern über dem Meer mit dem Nimitz Hill, etwa 3 Seemeilen (5,6 km) von der Landebahn entfernt.

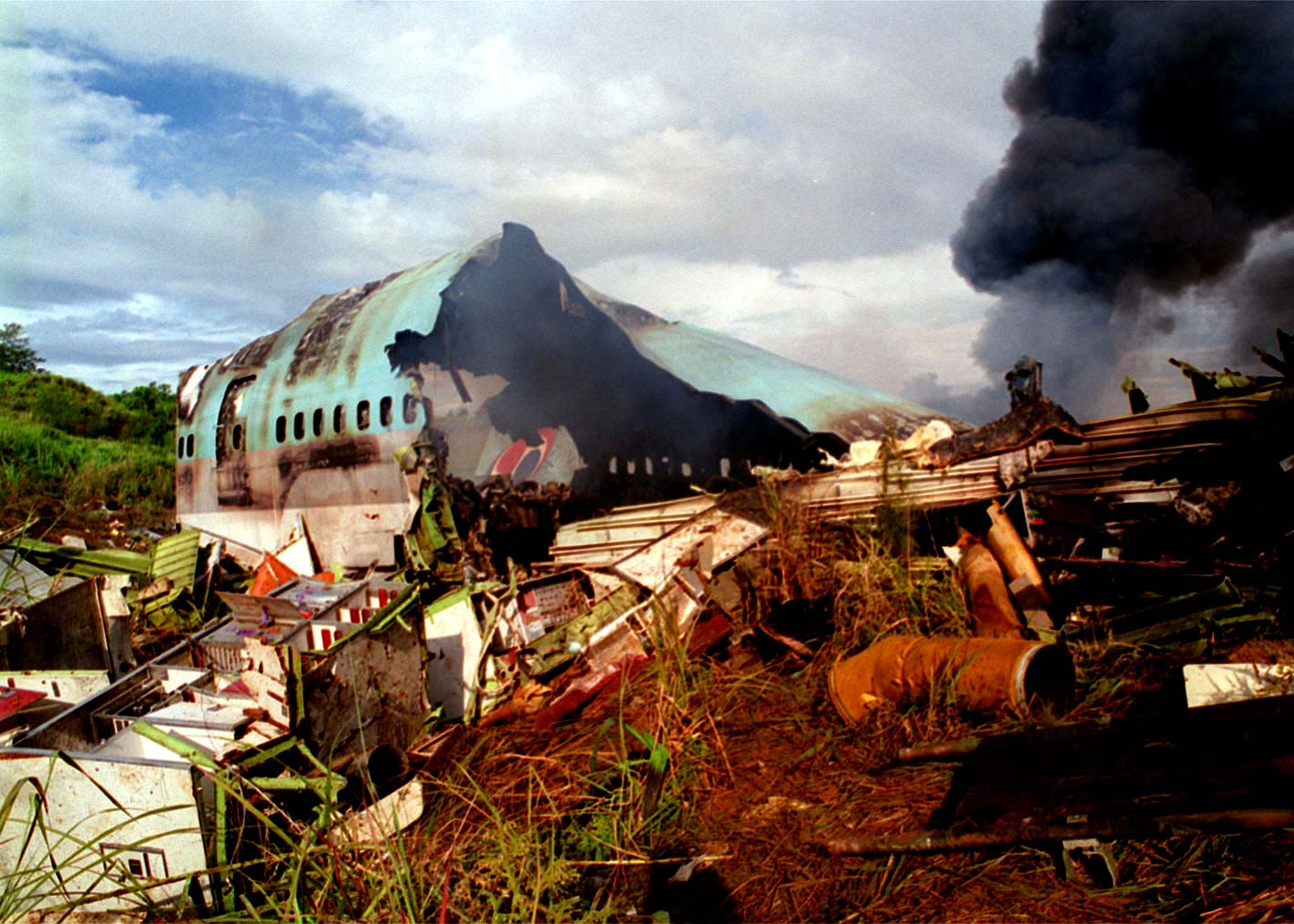
Das Wrack von Flug 801 an der Unfallstelle

228 der 254 Personen an Bord kamen bei dem Crash ums Leben. Wegen des Wetters und des Geländes wurden die Rettungsarbeiten unter erschwerten Bedingungen durchgeführt. Die Einsatzfahrzeuge konnten wegen einer durch den Aufprall geborstenen Pipeline nicht zur Unfallstelle gelangen, zudem gab es Konfusionen über die Zuständigkeit, da das Gebiet der Unfallstelle der United States Navy gehörte, aber die zivilen Behörden den Unfall untersuchen wollten. Acht Stunden nach dem Aufprall war der Brand, angefacht vom Kerosin, noch immer nicht gelöscht.

## Untersuchung und Ursache
Das National Transportation Safety Board (NTSB) führte nach dem Unfall die Flugunfalluntersuchung durch und präsentierte die Ergebnisse am 24. März 1998 in Honolulu.
Der Bericht des NTSB schlussfolgerte, dass das Höhenwarnsystem des Flughafens nicht korrekt funktionierte, so dass ein Flugzeug unterhalb der minimal vorgeschriebenen Flughöhe nicht entdeckt werden konnte. Die mögliche Unfallursache war die schlechte Ausführung des Anflugverfahrens durch den Kapitän, in diesem Fall ein Nicht-Präzisionsanflugverfahren (non-precision approach). Eine weitere Ursache war das deaktivierte Instrumentenlandesystem des Flughafens. Weitere Faktoren waren laut Abschlussbericht die Ermüdung der Piloten und die mangelhafte Ausbildung der Piloten für solche Gefahrensituationen sowie die Ausstattung mit veralteten Flugkarten, die eine um mehr als 100 Meter zu niedrige minimale Anflughöhe enthielten. Die Fluggesellschaft Korean Air wird im Bericht deswegen kritisiert.

## Passagiere
Die meisten Passagiere waren Personen, welche in den Urlaub oder in die Flitterwochen fliegen wollten.

### Tote und Verletzte
| Nationalität       | gesamt | verstorben |
| ------------------ | ------ | ---------- |
| Südkorea           | 235    | 213        |
| Neuseeland         | 001    | 000        |
| Vereinigte Staaten | 013    | 010        |
| Unbekannt          | 005    | 005        |
| Total              | 254    | 228        |

Von den 254 Personen an Bord verstarben 223, darunter 209 Passagiere und 14 Crewmitglieder, am Unfallort.
Von den 31 Menschen, welche lebend gefunden wurden, verstarben zwei auf dem Weg ins Krankenhaus; weitere drei erlagen dort ihren Verletzungen. 16 Überlebende erlitten Verbrennungen. Von den 26 Überlebenden wurden 12 im Guam Memorial Hospital behandelt, 14 wurden ins US Naval Hospital gebracht. Wegen der Schwere der erlittenen Verletzungen wurden 12 Patienten in Krankenhäuser nach Südkorea verlegt; 4 Passagiere mit schweren Verbrennungen kamen ins US Army Burn Center nach San Antonio, Texas.
Alle Opfer, die nach San Antonio gebracht wurden, erlagen ihren Verbrennungen. Eine Patientin verstarb erst einige Wochen nach dem Unfall an ihren Verletzungen und wird, weil mehr als 30 Tage zwischen dem Unfall und ihrem Tod lagen, statistisch als überlebend geführt.
Von den Überlebenden befanden sich zum Zeitpunkt des Unfalls sieben Passagiere und ein Crewmitglied in der ersten Klasse; ein weiteres Crewmitglied war in der Prestige Class. Die restlichen befanden sich in der Economy Class.

## Nach dem Unfall

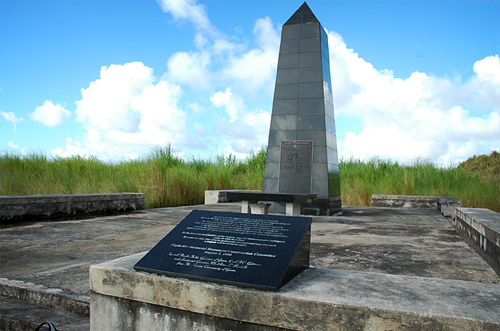
Gedenkstätte für den Flugunfall

Nach dem Unfall stellte die Korean Air Sonderflüge für rund 300 Angehörige, welche zum Unfallort fliegen wollten, zur Verfügung.